# Río Murrell
El río Murrell (en inglés: Murrell River) es un río ubicado en el noreste de la isla Soledad, en la península de Freycinet en las islas Malvinas. Tiene un gran estuario en su desembocadura en la caleta Serpiente en Puerto Groussac. Aquí se practica la pesca.
Gran parte de la batalla del monte Longdon, durante la guerra de las Malvinas se libró en los alrededores del río Murrell y el puente Murrell.
Se eleva en el monte Challenger —parte de las Alturas Rivadavia—, con afluentes que proviene de los Kent, Harriet y Dos Hermanas. El Shanty Stream es uno de ellos.